# 4429 Chinmoy
4429 Chinmoy este un asteroid din centura principală, descoperit pe 12 septembrie 1978, de Nikolai Cernîh.

## Legături externe

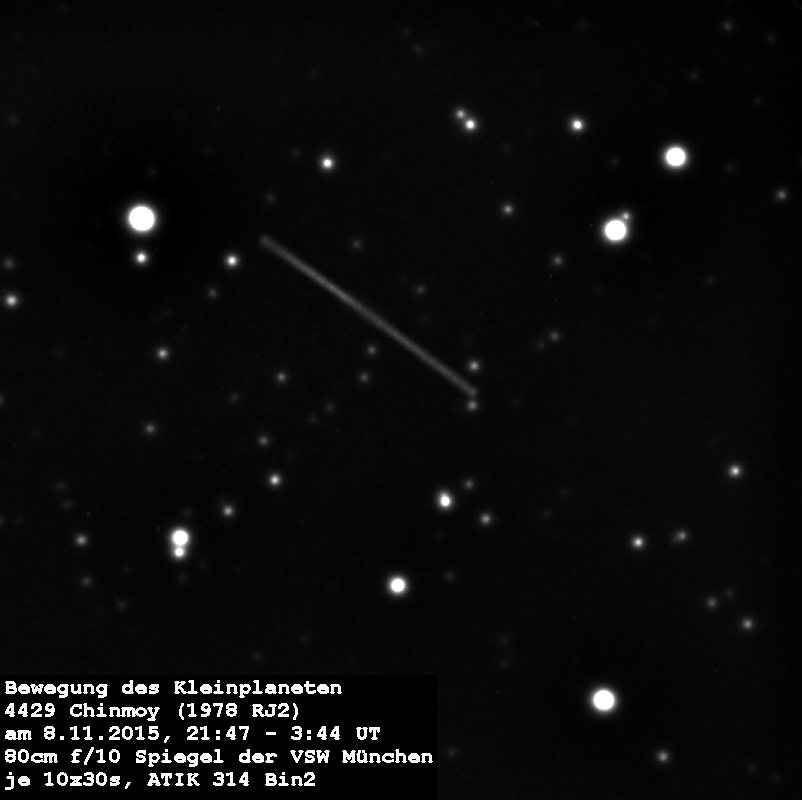
Imagine din 4429 Chinmoy